# Victoria kommun, Guanajuato
Victoria är en kommun i Mexiko.   Den ligger i delstaten Guanajuato, i den centrala delen av landet, 240 km nordväst om huvudstaden Mexico City.
Följande samhällen finns i Victoria:
- Victoria
- Cieneguilla
- Tasajillo
- Milpillas de Santiago
- El Carmen
- Los Linderos
- Corralillos
- El Tepetate
- Panales
- La Estancia
- Sombrerete
- Mesa de la Cantera
- Loma de los Chilitos
- Cerrito Colorado
- Salitrera
- Capilla Blanca
- San Jerónimo
- San Agustín
- La Esperanza
- La Luz
- La Simona
- La Calera
- Paso Hondo
- Las Higueras
- El Obispo
- Corral de Piedra
- Agua Fría
- La Gavia Chica